# Jean Spielmann
Pour les articles homonymes, voir Spielmann.
Jean Spielmann, né le 27 mai 1944 à Genève est un homme politique genevois membre du parti suisse du travail.

## Biographie
Originaire de Obergösgen (Soleure), il a été au député au Grand Conseil genevois de 1971 à 2005 et préside le parlement en 1998-199. 
Il est aussi membre du conseil municipal (législatif) de la ville de Lancy de 1971 à 1983. 
Il n’est pas réélu au Grand Conseil genevois lors des élections de 2005.  
Il a été membre du Conseil national de 1987 à 2003.

## Sources
- Pierre-Alain Donnier, « Jean Spielmann : « Nous demandons plus à l’Etat pour rectifier l’économie de marché » », Journal de Genève,‎ 9 novembre 1981, p. 12
- Françoise Buffat, « Jean Spielmann en commis voyageur », Journal de Genève,‎ 15 février 1995, p. 22
- Roland Brachetto, « Jean Spielmann hors du carcan », La Liberté,‎ 7 avril 1995, p. 9